# Pedro de Burgos
Pedro de Burgos (abat de l'abadia de Montserrat i primer historiador d'aquest santuari, mort el 1536).
Era natural de Burgos (Castella) i professor del monestir de San Juan de la mateixa ciutat, d'on el va treure el general Juan de San Juan, quan per manament dels Reis Catòlics passà a Montserrat (1492). Després l'enviaren a Roma de procurador i per renuncia de l'abat Pedro Muñoz el 1512 els monjos l'escolliren per a successor, omplint complidament la seva tasca per espai de vint-i-quatre anys.
Amb motiu d'una carta de Joan II de Ribagorça en la qual li demanava dades sobre el santuari de Montserrat, Pedro de Burgos va escriure una Història d'aquest monestir, satisfent en 12 capítols a d'altres tantes preguntes de Joan II, el 1514. També procurà que es recollissin i s'imprimissin els Miracles de Nostra Senyora de Montserrat, obrats fins llavors.